# آنی-فرید لینگستاد
آنی-فرید لینگستاد (سوئدی: Anni-Frid Lyngstad؛ ‏ زاده ۱۵ نوامبر ۱۹۴۵) خوانندهٔ نروژی‌ تبار اهل سوئد است. او قبلا عضو گروه آبا بود.